# Iso Rytijärvi, Lappland
Iso Rytijärvi är en sjö i Gällivare kommun i Lappland och ingår i Råneälvens huvudavrinningsområde.